# Tavèrnoles
Tavèrnoles è un comune spagnolo di 273 abitanti situato nella comunità autonoma della Catalogna.